# Rhamphochromis woodi
Rhamphochromis woodi är en fiskart som beskrevs av Regan 1922. Rhamphochromis woodi ingår i släktet Rhamphochromis och familjen Cichlidae. IUCN kategoriserar arten globalt som livskraftig. Inga underarter finns listade i Catalogue of Life.